# 나카하라 쇼고
나카하라 쇼고(일본어: 中原 彰吾, 1994년 5월 19일 ~ )는 일본의 축구 선수이다.

## 구단 경력
그는 2013년부터 2022년까지 J리그의 홋카이도 콘사돌레 삿포로, 감바 오사카, V-파렌 나가사키, 베갈타 센다이, SC 사가미하라에서 활동하였다.